# Al-Achraf Tuman Bay II
Al-Achraf Tuman Bay II  (1477-1517) est le dernier sultan mamelouk burjite qui règne en Égypte de 1516 à 1517. Il est renversé par le sultan ottoman Selim Ier Yavuz puis exécuté.

## Biographie
Le 24 août 1516, le sultan mamelouk Al-Achraf Qânsûh Al-Ghûrî subit une sévère défaite devant les Ottomans lors de la bataille de Marj Dabiq qui se déroule à 44 km au nord d'Alep en Syrie. Qânsûh Al-Ghûrî décède peu après la bataille, sans doute d'une attaque d'apoplexie, à moins qu’il ne se soit suicidé en avalant un poison. Selim reçoit la soumission du calife Al-Mutawakkil qui est traité respectueusement. Le système de communications par pigeons voyageurs, qui existait en 1303 lors de la bataille de Marj as-Suffar contre les Mongols pendant le règne des Bahrites, n’existe plus depuis longtemps.Le Caire reste quarante jours sans savoir que le sultan est mort.
De retour au Caire, les survivants font un tableau terrifiant de la bataille. Les émirs se réunissent pour désigner un nouveau sultan. Tuman Bay, qui exerçait les fonctions de régent en l’absence du sultan, est désigné à l’unanimité (11 octobre 1516). Il prête serment devant Al-Mustamsik, père d’Al-Mutawakkil auquel il avait remis les fonctions de calife en 1509.
Tuman Bay essaie de tirer la leçon de la défaite de Marj Dabiq en réorganisant l’armée. Il fait fabriquer les armes à feu qui ont fait défaut. Ces armes déplaisent aux Mamelouks qui préfèrent leurs armes traditionnelles. Ceux qui les manient sont des Noirs ou des Maghrébins. Le sultan fait aussi fabriquer des canons.
Parallèlement, Tuman Bay essaie la voie diplomatique. Il envoie des ambassadeurs auprès du souverain séfévide Ismaïl Ier. Il lui demande en vain d’attaquer les Ottomans en Syrie du Nord. En mars  1517, on raconte à Venise que le pape Léon X a mandaté Janus Lascaris comme ambassadeur auprès de Tuman Bay dont on dit alors qu'il a appelé Rome à son aide contre Selim. Un an auparavant une rumeur rapportée par l'ambassadeur de Venise faisait état de la crainte qu'avait eu le pape lors d'une partie de chasse en voyant une flotte ottomane de vingt-sept fustes sur la côte aux environs de Civitavecchia. Tuman Bay est mort avant que cette ambassade ait lieu.
Selim est décidé à mener la campagne rapidement. Son armée est fatiguée et éloignée de ses bases. Les soldats qui ont fait de gros butins à Damas sont désireux de rentrer au plus vite. Selim envoie à Tuman Bay une lettre qui disait : « Je suis le Lieutenant de Dieu sur la Terre... Si tu veux te soustraire à ma vengeance, frappe la monnaie au Caire à notre nom, agis de même pour la khotba et tu seras notre représentant en Égypte. Tu gouverneras le territoire depuis Gaza y compris l'Égypte et je conserverai la région de Damas jusqu'à I'Euphrate. Si tu ne te soumets pas à notre obéissance, je pénétrerai en Égypte, je tuerai tous les Turcs qui s’y trouvent. » Sous la pression des émirs, Tuman Bay refuse cette offre car il pense que ses préparatifs de guerre sont suffisants pour s’opposer à Selim et il n’accepte pas l’idée de devenir un vassal des Ottomans.
Les troupes mameloukes subissent une première défaite dans la région de Gaza. Les Mamelouks sont écrasés par l’artillerie ottomane. Les ottomans pillent Gaza et se regroupent pour partir à l’assaut du Caire. Cette première défaite persuade Tuman Bay d’attaquer sans attendre contre l’avis des émirs. Sur le conseil des émirs, Tuman Bay se prépare à intercepter les armées ottomanes à Ridaniya sur la route à proximité du Caire en venant de Gaza par la côte. Ses préparatifs sont éventés par la trahison de certains émirs passés à l’ennemi. Le 23 janvier 1517, la bataille de Ridaniya commence par un duel d’artillerie. La faible artillerie  des Mamelouks ne résiste pas à la puissance de feu des Ottomans. Tuman Bay doit se replier au Caire avec les forces restantes. Les jours suivants, la bataille se poursuit dans les rues dans le Caire. Le 31 janvier 1517, Selim fait proclamer une amnistie. Il obtient ainsi l’arrêt des combats, mais il fait arrêter les Mamelouks qui se rendent. Les uns sont tués, les autres seront revendus comme esclaves à Constantinople. Le jour même le calife Al-Mutawakkil fait son retour au Caire.
Devenu maître du Caire, Selim envoie une ambassade auprès de Tuman Bay pour proposer la paix contre la reconnaissance de la suzeraineté ottomane. L’ambassade est interceptée par une troupe de Mamelouks qui tuent tous ses membres. Selim réagit en faisant exécuter trois ou quatre mille Mamelouks et une soixantaine d’émirs. Commence alors une poursuite dans le delta du Nil. Tuman Bay va se réfugier chez un chef arabe qui lui est redevable. Tuman Bay est trahi par celui-ci. Dans un premier temps, Selim ne veut pas exécuter Tuman Bay, mais les transfuges le persuadent qu’il représente un danger. Le 13 avril 1517, Tuman Bay est amené à la porte Zuwayla où il est pendu. Les hommes qui l’avaient accompagné ont la tête tranchée.
Selim remet alors à celui qui avait trahi Qânsûh Al-Ghûrî au moment de la prise d’Alep, le titre de vice-roi d’Égypte sous la tutelle ottomane. Le calife Al-Mutawakkil et sa famille sont envoyés à Constantinople par bateau tandis que Selim fait le chemin du retour avec son armée en passant par la Syrie.
Selim s'empare des insignes du pouvoir califal détenus au Caire, cependant la transmission du titre de calife au sultan ottoman est une fiction créée au XIXe siècle,. Al-Mutawakkil est mort en 1543 à Constantinople.